# Медаль Обязательств перед Ираком
Медаль Обязательств перед Ираком (араб. نوط الالتزام المشترك‎) — награда, учреждённая 11 июня 2011 года правительством Ирака для награждения ветеранов американской коалиции, участвовавшей в свержении Саддама Хусейна. Первое и единственное награждение медалью тогдашнего вице-президента США Джо Байдена состоялось 1 декабря 2011 года. С тех пор она так и не была официально одобрена для ношения солдатами Соединенных Штатов или других стран коалиции, поскольку, по заявлению Министерства обороны США, оно всё ещё ожидает получения первой партии медалей от правительства Ирака.

## История
В 2011 году, когда велась подготовка к выводу войск США из Ирака, министр обороны Ирака Саадун ад-Дулайми предложил учредить медаль для награждения бывших и нынешних иностранных военнослужащих, служивших в Ираке с 19 марта 2003 по 31 декабря 2011 года. В письме министру обороны США правительство Ирака уполномочило военные власти США и других стран коалиции вручать медали от их имени. Единственный экземпляр медали был изготовлен и вручён тогдашнему вице-президенту Джо Байдену 1 декабря 2011 года на церемонии по случаю завершения операции «Новый рассвет» и выводу американских войск из Ирака.

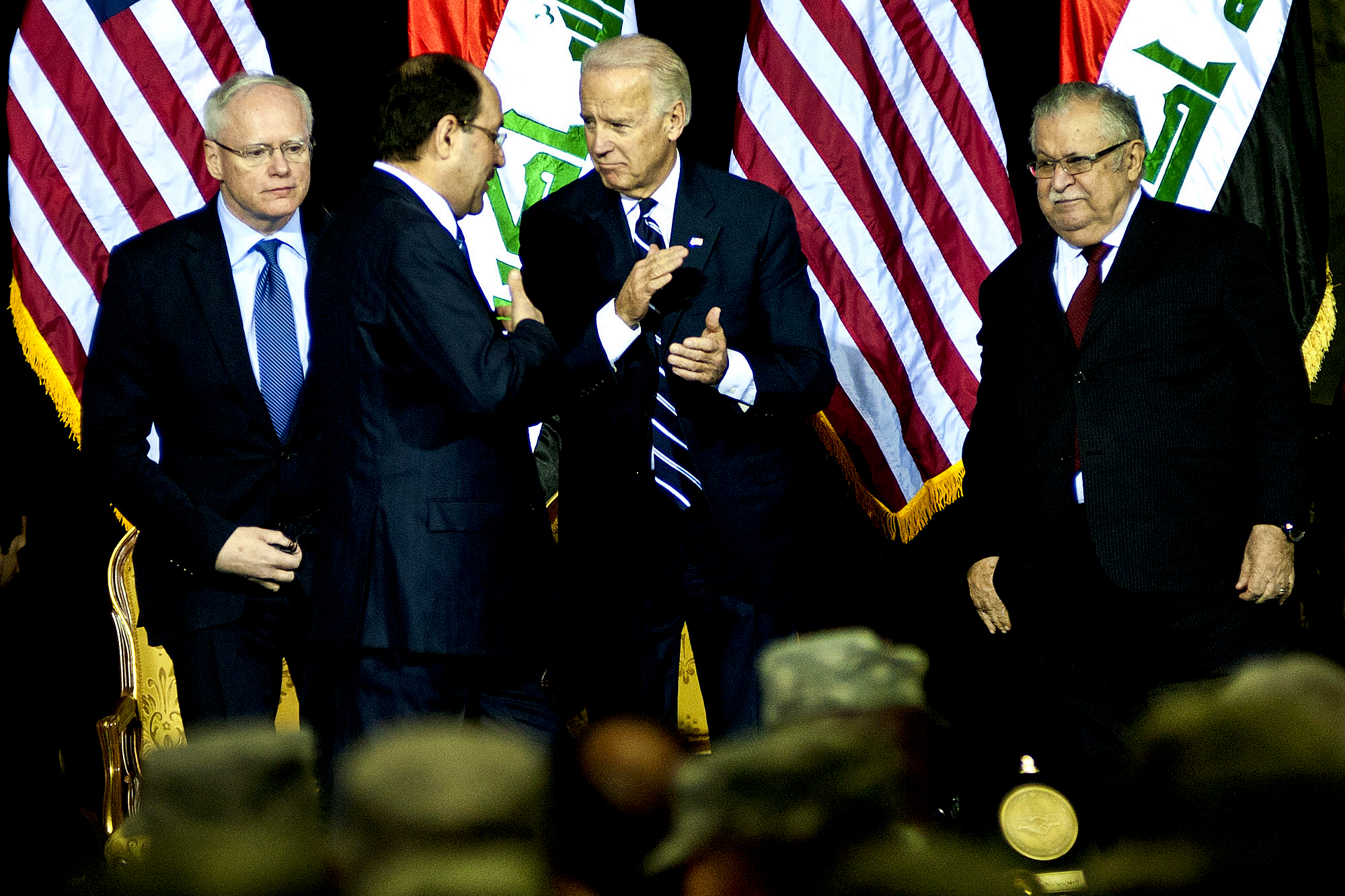
Церемония вручения награды Джо Байдену в 2011 году

В 2013 году Министерство обороны заявило, что всё ещё ожидает получения первой группы медалей от правительства Ирака. Из-за закона США о иностранных наградах за военную службу за рубежом, согласно которому они утверждаются только в случае, если их изготовление и вручение производится иностранным правительством за свой счёт, министерство обороны США так и не приняло решения относительно принятия или ношения медали. Правительства других стран имеют собственные законы, касающиеся иностранных наград, а потому было предпринято как минимум две попытки изготовить и выставить на продажу изменённую версию медали, которую ветераны могли приобрести самостоятельно. Это также создало юридическую лазейку, поскольку в некотором смысле данная версия может считаться «памятной медалью», которая в Соединенных Штатах подпадает под другой правовой режим. Одна из попыток включала в себя поиск финансирования на краудфандинговой площадке Kickstarter в конце 2019 года. Собранные на изготовление награды средства были переданы компании American medals manufacturer. В начале 2020 года была подана петиция на веб-сайте «We the People» Белого дома, однако она за 30 дней так и не собрала необходимые для рассмотрения 100 000 подписей.

## Критерии награждения
Критерии для награждения, изложенные в письме министром обороны ад-Дулайми, были следующие: необходимо нести службу в Ираке или его территориальных водах и воздушном пространстве на протяжении 30 дней (в случае непрерывной службы) или 60 дней (суммарно) в период с 19 марта 2003 по 31 декабря 2011 года. Пилотам и членам экипажей, выполнявшим задания в воздушном пространстве Ирака, должны были начислять дополнительные сутки за каждый день проведения воздушных операций. Военнослужащие, которые участвовали в боевых действиях или были тяжело ранены, должны были иметь право на получение медали независимо от количества дней службы.

## Описание награды
На аверсе малированная медаль золотого цвета диаметром 1,9×16 дюймов карта Ирака, на фоне которой изображено символическое рукопожатие правительства Ираком и международной коалиции. Семиконечная звезда вверху символизирует единство семи составных частей населения Ирака (суннитов, шиитов, курдов, туркмен, ассирийцев, езидов, армян). Надписи на арабском и английском языках сливаются в сплошной круг, символизирующий сотрудничество Ирака и его союзников.
На обратной стороне солнце с расходящимися лучами, освещает карту Ирака и скрещённые ятаганы, напоминающие о партнерстве между коалиционными силами и иракскими силами безопасности, в деле установления демократии в Ираке.
Лента в цветах иракского флага шириной 1,3/8 дюйма крепится на ленточной планке горизонтально. Изображение пальмовых листьев в центре символизирует жертвы коалиционных сил, как иракских, так и союзных.

## Награждённые
- Джозеф Байден (2011)[2]